# ألفي منشيه
ألفي مَنَسَّى هي مستوطنة إسرائيلية تقع في منطقة التماس بالضفة الغربية.
ووفقاً لمعهد أريج، صادرت إسرائيل أراضي عدة قرى فلسطينية من أجل بناء مستوطنة ألفي منسى:
- تم الاستيلاء على 1,943 دونماً (43.8% من إجمالي أراضي القرية) من قرية النبي إلياس
- تم الاستيلاء على 651 دونماً من أراضي عرب أبو فردة
- تم الاستيلاء على 131 دونماً من أراضي عسلة
- تم أخذ 51 دونماً من رأس عطية[3]